# Nethinius tenebrosus
Nethinius tenebrosus là một loài bọ cánh cứng trong họ Cerambycidae.